# Guido Cattaneo
(Bolla pontificia del 19 agosto 1333)
Guido Cattaneo, O.P. (... – 1339), è stato un arcivescovo cattolico italiano.

## Biografia
Di probabile origine toscana, è chiamato nelle fonti anche con il cognome Carano, Captuno, Capturno. Fu arcivescovo dell'Arborea dal 1312 al 1339.
Appartenente all'Ordine dei Frati Predicatori, ricevette diverse bolle pontificie. Le prime due da papa Clemente V, in cui il pontefice gli comunicava della sua nomina episcopale e la sua conseguente consacrazione. Da papa Giovanni XXII ebbe mandato di procedere -anche con la scomunica, l'interdetto e la sospensione- contro gli ecclesiastici che in Sardegna e in Corsica non pagavano la decima ecclesiastica. Allo stesso tempo, ebbe la facoltà di perdonare gli insolventi qualora avessero regolato il dovuto, e, inoltre, di assolvere gli ecclesiastici che avessero celebrato i misteri divini in luoghi vietati.
Nel maggio del 1322 si recò ad Avignone in qualità di ambasciatore di Ugone II di Arborea, e là, alla presenza del sovrano di Napoli, Roberto d'Angiò e del plenipotenziario aragonese Vitale di Villanova, assicurò il pontefice, con la mediazione del cardinale Napoleone Orsini, che la spedizione che Giacomo II d'Aragona stava preparando per conquistare i domini pisani della Sardegna avrebbe avuto l'appoggio incondizionato di Ugone II di Arborea, a patto che questi e i suoi successori conservassero la piena sovranità sul proprio regno (il Giudicato di Arborea), pur facendosi vassalli della Corona d'Aragona tramite il pagamento di un censo annuo di 3000 fiorini d'oro.
Immediatamente dopo la sconfitta pisana in Sardegna ad opera del Giudicato di Arborea e la Corona d'Aragona, Guido fu autorizzato con bolla pontificia a contrarre un mutuo di 1500 fiorini, garantendolo con i propri beni e quelli della Chiesa.
Il primo giorno di maggio del 1328 giunse a Saragozza alla corte di Alfonso IV d'Aragona, accompagnato da Pietro, primogenito del giudice di Arborea, (che proprio in quell'anno sposerà, a Barcellona, Costanza di Saluzzo), in qualità di inviato del sovrano sardo per prestare giuramento di vassallaggio personale al re aragonese.
Da Avignone intanto papa Gregorio XII spediva le "bolle" datate 20 dicembre 1328 e 20 gennaio 1329, in cui comunicava a Guido di avergli affidato l'incarico di tenere lontani, specialmente a Sassari, da ogni tipo di usura i mercanti e cittadini.
Nel 1322 aveva partecipato ad Avignone ad un convegno convocato da papa Gregorio XII sulla "povertà evangelica". Proprio in quella occasione scrisse, per sostenere le tesi del pontefice, un opuscolo. Questo, dal titolo De usu bonorum temporalium Christi et duscipulorum eius é l'unica rappresentazione delle forme letterarie utilizzate nel XIV secolo nel giudicato di Arborea.
La sua ultima citazione da vivo è del 1335, quando compare nel testamento del giudice d'Arborea Ugone II come Dominum fratri Guidonem Dei Gratia Tirensem et Arborensem Archiepiscopi.
Guido Cattaneo risultava già morto nel 1339.

## Genealogia episcopale
La genealogia episcopale è:
- Patriarca Oddone della Sala
- Arcivescovo Guido Cattaneo